# Littoral slovène
Le Littoral (en slovène : Primorska ; en italien : Litorale ; en allemand : Küstenland) est une région historique dans l'ouest de la Slovénie. Son nom a pour origine celui du Littoral autrichien, un ancien territoire de la monarchie de Habsbourg bordé par la mer Adriatique. Le Littoral slovène englobe les deux sous-régions traditionnelles que sont la Goriška et la partie slovène de la péninsule d'Istrie, l'Istrie slovène.

## Géographie
La région s'étend le long de la frontière italienne, de la côte adriatique au sud jusqu'aux zones montagneuses des Alpes juliennes au nord. Elle est délimitée à l'ouest par la région autonome de Frioul-Vénétie Julienne en Italie, à l'est par la Carniole (Carniole-Intérieure et Haute-Carniole), et au sud par le comitat d'Istrie au-delà de la frontière croate. 
La principale agglomération du Littoral slovène est Nova Gorica. D'autres villes d'importance sont les ports de Koper, Izola, Portorož et Piran.
Le linéaire côtier slovène est de 46,6 km (soit, à titre de comparaison, un peu plus du double du linéaire côtier de Bosnie-Herzégovine qui  se déroule sur 20 km).

## Histoire
Le nom de la région remonte à l'ancien pays héréditaire de la monarchie de Habsbourg, nommé « Littoral autrichien » (Österreichisches Küstenland). Ces territoires étaient entre les mains des Habsbourg depuis la fin du Moyen Âge, et autrefois incorporés à l'Autriche intérieure. À partir de 1849, les trois domaines du margraviat d'Istrie, du comté princier de Goritz et Gradisca et de la cité impériale de Trieste furent partie intégrante d'une terre de la Couronne (Kronland) distincte de l'empire d'Autriche. À la suite du compromis de 1867, ils font partie de la moitié autrichienne (Cisleithanie) au sein de la monarchie danubienne.
Après la Première Guerre mondiale et la dissolution de l'Autriche-Hongrie, en 1919, toute la zone fut annexée au royaume d'Italie par le traité de Saint-Germain-en-Laye et rattachée à la Vénétie julienne. Dans l'entre-deux-guerres, la population slave était marginalisée et intimidée par le régime fasciste de Mussolini : un grand nombre émigrèrent au royaume de Yougoslavie. À la fin de la Seconde Guerre mondiale, en 1947, la région fut partagée par le traité de Paris et la Yougoslavie en reçut la plus grande part ; un territoire libre de Trieste fut institué jusqu'en 1954. Le régime communiste du maréchal Tito se livra à des opérations de nettoyage politique (voire ethnique) pour assurer sa domination sur la population italienne. En 1954 le territoire libre de Trieste fut partagé à son tour : la partie nord échut à la république socialiste de Slovénie, la majeure partie de la péninsule d'Istrie à la république socialiste de Croatie et les agglomérations de Trieste et de Gorizia à l'Italie.

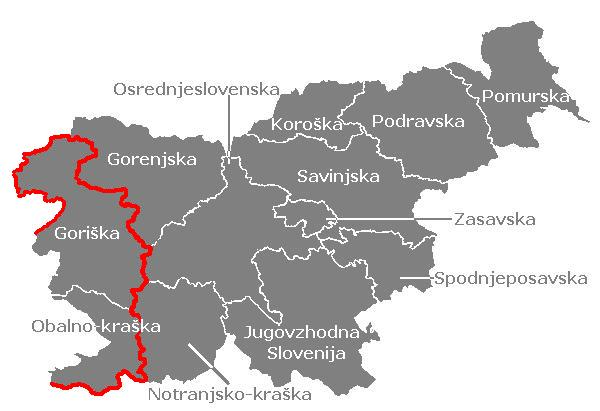
Les régions statistiques de Gorice et de Côte-et-Karst.

Aujourd'hui, les centres urbains de la région du littoral slovène sont Koper (Capodistria) et Nova Gorica (la ville jumelle de Gorizia en Italie). La région, qui profite du tourisme côtier, est classée en deuxième position des régions slovènes pour ce qui est du développement économique après la région de Ljubljana.